# Philipp Franz Eberhard von Dalberg
Philipp Franz Eberhard von Dalberg (Spira, 15 marzo 1635 – Worms, 24 dicembre 1693) è stato un giudice e religioso tedesco, presidente del Tribunale della Camera imperiale e poi, dopo la vedovanza, canonico e prevosto a Worms.

## Biografia
Membro della nobile famiglia dei von Dalberg di Worms, Philipp Franz Eberhard era figlio di Philipp von Balthasar Dalberg (1597-1639) e sua moglie Magdalena von Warsberg († 1647).
Dopo aver studiato legge, presenziò all'incoronazione dell'imperatore Leopoldo I del Sacro Romano Impero nel 1658 e ricevette il titolo di cavaliere.
Dopo essersi sposato, suo suocero Johann XXV von Dalberg tentò di concorrere per l'incarico di presidente della Camera di Commercio del Reich nel 1665 ma non riuscì a raggiungere il proprio scopo e per questo promosse il genero a tale scopo. nel 1671 Philipp Franz Eberhard von Dalberg divenne presidente della medesima corte e si trasferì a Spira dove la corte venne trasferita nel 1689 da Wetzlar dove in precedenza era posta.
Il 22 settembre 1653, insieme ai suoi fratelli Wolfgang Hartmann, Wolfgang Eberhard e Johann, ottenne il titolo di barone dall'imperatore Ferdinando III del Sacro Romano Impero.
Quando sua moglie morì nel 1679, Philipp Franz Eberhard von Dalberg decise di abbandonare la sua carriera per fare l'ingresso nel clero. Divenne canonico e poi prevosto presso la cattedrale di Worms, un ufficio al quale era collegato la carica di cancelliere dell'Università di Heidelberg, servendosi del medico e botanico Georg Franck von Franckenau a rappresentarlo.

## Matrimonio e figli
Philipp Franz Eberhard sposò il 19 novembre 1662, Anna Katharina Franziska von Dalberg (4 dicembre 1644 - 30 luglio 1679). Questa era figlia di Johann XXV von Dalberg e di sua moglie, Anna Antonetta von der Leyen; quest'ultima era sorella degli arcivescovi di Magonza Karl Kaspar von der Leyen e Damian Hartard von der Leyen. Philipp Franz Eberhard e sua moglie ebbero diversi figli:
- Damian Eckbert (11 giugno 1665 - 28 dicembre 1725), dal 1675 al 1695 fu canonico a Worms, dal 1676 divenne canonico di Magonza e Würzburg, dal 1677 fu canonico a Treviri e nel 1695 divenne vicario capitolare a Magonza.
- Johann Karl Franz Anton (batt. 5 settembre 1663 - 3 dicembre 1663)
- Johann Franz Eckbert (c. 1666 - infante)
- Johann Eckbert Heribert (1º agosto 1667 - † infante)
- Johann Heribert (20 agosto 1668 - 29 dicembre 1712), divenne canonico a Würzburg nel 1683.
- Franz Anton (16 ottobre 1669 - 27 febbraio 1725), divenne canonico a Spira dal 1680 al 1711, data dopo la quale si dimise per intraprendere la carriera militare, divenendo maggiore generale e poi comandante della fortezza di Königshofen.
- Hugo Ferdinand (1670-1671)
- Philipp Wilhelm (22 marzo 1671 - 22 maggio 1721), fu canonico nel 1695 a Worms e Magonza, canonico nell'abbazia di Sant'Albano di Magonza e maestro del coro nella Ritterstiftskirche di San Ferazio a Bleidenstadt.
- Friedrich Eckbert (n. e m. 1672)
- Franz Eckbert (28 febbraio 1674 - 14 luglio 1741), fu canonico a Treviri dal 1683. Nel 1699 passò a Spira dove divenne consigliere privato dell'imperatore. Lasciò la carriera ecclesiastica e si sposò due volte: nel 1701 con Maria Franziska Juliana von Fuchs-Bimbach († 1706). Dopo la sua morte, si risposò il 12 giugno 1708 a Magonza con Maria Luisa von Dalberg (5 agosto 1686 - 12 settembre 1760).
- Damian Casimir (11 novembre 1675 - 18 agosto 1717), militare dell'Ordine teutonico, comandante di un reggimento sotto il principe Eugenio di Savoia, cadde come generale all'assedio di Belgrado.
- Maria Katharina Ernestina (1676 - 1703), sposò il 14 giugno 1700 Johann Friedrich Eckbert von Dalberg (m. 11 febbraio 1719)
- Adolf (29 maggio 1678 - 3 ottobre 1737), principe-abate di Fulda dal 1726 al 1737.